# Jean Oudiette
Jean Oudiette est un marchand parisien du XVIIe siècle qui a joué un rôle dans le développement du commerce colonial français. 

## Biographie
En 1674, à la dissolution de la Compagnie des Indes occidentales, on lui confie la ferme d'Occident et la ferme du tabac, deux  des Cinq Grosses Fermes. Au début de 1676, on lui accorde le droit de faire le commerce de fourrure au Saguenay, dans le Domaine du roy. Il se fait représenter par Charles Bazire, marchand de Québec et associé de Charles Aubert de La Chesnaye,. Charles Aubert de la Chesnaye sous-loue à partir de ce moment au représentant de la compagnie, Jean Oudiette, les droits sur le Canada et obtient le monopole de la traite de fourrures de castor, la plus rentable et la plus recherchée car un marché s'est développé pour utiliser la peau de castor pour faire des chapeaux.
Jean Oudiette, en tant que fermier général et directeur de la société en commandite, dite Société de la Ferme a le monopole de la traite des pelleteries par un bail. L'un de ses associés est le jeune marchand Antoine Crozat.
Le 16 octobre 1675, il signe avec le roi Louis XIV de France un contrat qui lui accorde treize livres pour chaque esclave noir introduit aux Antilles, où le roi souhaite développer la culture du sucre, beaucoup plus rentable que celle du tabac, qu'il s'emploie à rayer progressivement de la carte en imposant un prix d'achat aux planteurs bien plus bas qu'avant.
Par arrêté du 29 octobre 1680, le bail de la Ferme d'occident est prorogé au profit de Jean Oudiette pour les années 1682 à 1685.